# Regina Büchner
Regina Büchner (* 1962 in Ludwigsburg) ist eine deutsche Jazzmusikerin (Tenorsaxophon, Komposition).

## Leben und Wirken
Büchner begann mit zwölf Jahren mit dem Klarinettenunterricht in der Jugendmusikschule Ludwigsburg, wo sie sich bald für Jazz begeisterte. 1977 trat sie bereits beim Jazz Festival Ludwigsburg auf. 1979 erhielt sie beim Landeswettbewerb Jugend jazzt einen Solistenpreis und wurde ins neu gegründete Landesjugendjazzorchester Baden-Württemberg unter der Leitung von Jiggs Whigham und Bernd Konrad aufgenommen.
Mit ihrer Formation Jazz4Fun spielt Büchner einen modernen Mainstream-Jazz; 1997 entstand mit dieser Band ihr Debütalbum Where Is the Exit für Satin Doll Productions. Gemeinsam mit Karl Farrent leitet sie seit 2001 das Sextett Jazz-It; auf dessen Album Everything Else (2005) stellte sie Eigenkompositionen vor. In ihrem Hardbop-Quartett Regina Büchner Combination widmet sie sich dem Werk von Dexter Gordon. Mit der Crew von Frederic Rabold spielte sie seit 2005 drei Alben ein; mit der Melva Houston Band entstand die CD There Will Never Be Another You.